# 레알팜
《레알팜》(영어: Realfarm)은 네오 게임즈에서 개발 및 배급하는 등 모바일 소셜 네트워크 게임이고 농사를 짓거나 탐작, 융해등 여러 가지 방법으로 돈을 벌어서 농장을 가꾸는 게임이다. 이전작은 존재하지 않는다. 현재까지 후속작은 없고, 여러 가지 조경 이벤트 등으로 재미있게 플레이 할 수 있다.

## 특징
이 게임은 자신이 직접 제한된 토지 내에서 농작물이나 기타 여러 아이템을 만들어내는 방식으로 진행된다.

## 공략
농사로 돈을 벌려면 육묘장과 상토배합실,거름 제작용 시설을 이용해 모종을 만들어야 돈을 만질 수 있다. 업데이트로 하급 밑거름을 골드를 주고 살 수 있다. 특별한 날에 들어오는 특별 아이템은 안전거래로 팔면 돈을 좀 만질 수 있다. 집과 연구소를 업그레이드하면 특급을 재배해 레알 쿠폰을 얻을 수 있다. 그리고 위에 3개(거름제작시설, 육묘장, 상토배합실)를 많이 만들면 모종을 대량생산할 수 있다.
그리고 달인을 베스트 프렌즈(이하 절친)삼으면 특급을 1번 재배해도 수첩에는 2번의 효과가 난다. 마찬가지로 신을 절친 삼으면 특급 1번에 재배 수첩에는 3번 효과가 난다. 또한 초반부터 레알 쿠폰을 노리면 안된다. 명심하라. 레알 쿠폰은 오래해서 레벨이 최소  40레벨은 되어야 조각이라도 가질 수 있다. 레알팜은 시간이나 현금만이 레알쿠폰을 가져다 준다.
그래서 대결형이 아니라 시간이 무조건 답을 준다. 땅을 넓혀 나온 나무와 돌같은 것들을 철거하면 아이템이 나오므로 나무와 돌 철거와 탐공(타임공장, 45랩 이후 연구로 가능함.)을 조합하는 것이 좋다. 또한 건강식품과 미생물연구를 끝내면 생육개선제로 특급작물을 맘껏 키울수 있다. 그때까지 레벨업이 되면 상추는 '달인 달성하기'가 매우 쉬워진다. 그리고 거름시설은 전부 다 2레벨로 올려야 한다. 그래야지 상급 밑거름과 중, 상급 덧거름을 만들 수 있다. 퀘스트는 깨면 경험치를 줘서 레벨업에 유용하다.
레알팜에서는 매달 "이달의 레알 상품"이라는 코너를 만들었으며, 게임 내에서 레알 쿠폰을 얻을 수 있다. 그것으로 게임 내에서 본인이 키운 농작물을 실제로 받거나, 다양한 아이템(골드 등)을 받을 수 있다.